# Operacija Paučina
Operacija Paučina (ukrajinski: Операція «Павутина») bila je prekogranična operacija ukrajinske sigurnosne službe u Rusiji, pokrenuta 1. lipnja 2025. Bila je to najveća operacija ove vrste ikad izvedena do danas, a usmjerena je na vojnu infrastrukturu smještenu duboko u ruskom teritoriju.
Operacija se sastojala od koordiniranih napada dronovima iz kamiona na ruske vojne aerodrome Belaja, Djagilevo, Ivanovo, Olenja i Voskresensk. Prema ukrajinskoj obavještajnoj službi, u tim je napadima pogođeno više od 40 aviona.

## Priprema
Prema ukrajinskim izvorima, operacija je bila izuzetno složena i zahtijevala je godinu i pol pripreme, pod osobnim nadzorom predsjednika Volodimira Zelenskog. FPV kvadkopteri prevezeni su ili sastavljeni u Rusiji, potom prebačeni u drvene kontejnere i utovareni na kamione. Na početku napada krovovi kontejnera otvoreni su daljinski, a dronovi odmah usmjereni prema svojim ciljevima. Ukrajinski izvori tvrde da su agenti koji su pripremali operaciju na ruskom teritoriju već bili evakuirani prije početka napada.

## Tijek operacije
Prema ukrajinskom predsjedniku, 117 dronova ciljalo je nekoliko ruskih zračnih baza. Tvrde da su pogodili više od 40 ruskih vojnih zrakoplova, uključujući strateške bombardere TU-160, TU-95 i TU-22M za djelovanje dugog dosega, kao i na osmatrački avian A-50. Guverner Irkutske oblasti potvrđuje napad bespilotnih letjelica u blizini Srednja, gdje se nalazi zračna baza Belaja, a dijeli slike dima. Ruski mediji objavljuju napad na Olenju, ali tvrde da je zračna obrana djelovala. Nakon ovih napada, zračne baze Engels i Morozovsk proglašavaju izvanredno stanje zbog moguće prijetnje zrakom. Peti udar, na zračnoj bazi u blizini Voskresenska u Moskovskoj oblasti prijavljen je istoga dana.
Napad na zračnu bazu Ukrainka prekinut je kada se kamion koji je prevozio dronove zapalio.
Nekoliko kanala na Telegramu objavljuje video navodne eksplozije u Severomorsku, gdje su stacionirane ruske nuklearne podmornice. Gradonačelnik grada to je demantirao i rekao da nije otkrivena nikakva prijetnja.
Ukrajinski izvori izvještavaju o šteti od više od 2 milijarde američkih dolara. Ukrajinska sigurnosna služba je u izjavi preuzela odgovornost za uništenje 34 % svih ruskih bombardera s krstarećim raketama i ukupna šteta procijenjena je na 7 milijardi dolara.
Rusko ministarstvo obrane priznaje teroristički napad. Ruski mediji izvještavaju da će policija ispitati vozača kamiona za kojeg se tvrdi da je umiješan u napad.
Ruske vlasti su 2. lipnja izjavile da je uništeno nekoliko zrakoplova, ali da napad nije uzrokovao ljudske žrtve.